# Biblioteca Nacional d’Andorra
Die Biblioteca Nacional d’Andorra ist die Nationalbibliothek von Andorra in Andorra la Vella.
Sie wurde am 8. September 1930 gegründet. Die Bibliothek befand sich ursprünglich im Casa de la Vall und sollte als Leihbibliothek für die Einwohner Andorras dienen. 1974 wurde sie neugegründet und befindet sich seitdem im Casa Bauró.
Die Biblioteca Nacional d’Andorra hat seit 1980 das Pflichtexemplarrecht für Andorra. Seit 1987 dient sie auch als ISBN-Vergabestelle. Sie ist dem Ministerium für Kultur unterstellt.